# Heróis da Resistência (álbum)
Heróis da Resistência é o álbum de estreia homônimo da banda brasileira de rock Heróis da Resistência. Foi lançado em 1986 pela Warner Music.

## Faixas
| Lado 1         |                            |                           |         |  |
| N.º            | Título                     | Compositor(es)            | Duração |  |
| 1.             | "Nosferatu"                | Leoni, Lulu Martin        | 4:00    |  |
| 2.             | "Se Esconde Aqui Dentro"   | Leoni                     | 3:19    |  |
| 3.             | "Esse Outro Mundo"         | Leoni                     | 3:47    |  |
| 4.             | "Doublê de Corpo"          | Leoni, Lulu Martin        | 3:55    |  |
| 5.             | "Incapacidade de Amar"     | Leoni, Cazuza             | 4:03    |  |
| 6.             | "Estados Alterados"        | Leoni, Alfredo Dias Gomes | 3:41    |  |
| 7.             | "O Estrangeiro"            | Leoni, Beni               | 3:19    |  |
| 8.             | "Só Pro Meu Prazer"        | Leoni, Fabiana Kherlakian | 4:03    |  |
| 9.             | "Quando Universos Colidem" | Leoni                     | 3:03    |  |
| Duração total: | Duração total:             | Duração total:            | 32:10   |  |

## Repercussão
As canções "Só pro Meu Prazer" e "Dublê de Corpo" se tornaram os primeiros sucessos da banda. O álbum foi certificado com disco de ouro e "Só pro Meu Prazer" se tornou parte do "inconsciente coletivo do pop brasileiro", integrando a trilha sonora da telenovela Hipertensão (1986),[carece de fontes?] e sendo regravada por outros artistas em várias oportunidades – em 2003, por exemplo, a canção foi regravada pela banda de pagode Jeito Moleque, integrando o álbum Eu Nunca Amei Assim. Em 2011, a canção foi regravada pelo grupo pop Rebeldes como parte de seu álbum de estreia homônimo.

## Vendas e certificações
| País                       | Certificação | Vendas   |
| -------------------------- | ------------ | -------- |
| Brasil (Pro-Música Brasil) | Ouro         | 100.000+ |